# Christian McCaffrey
Christian Jackson McCaffrey (Castle Rock, 7 giugno 1996) è un giocatore di football americano statunitense che milita nel ruolo di running back per i San Francisco 49ers della National Football League (NFL).

## Carriera

### Carolina Panthers
Il 27 aprile 2017, McCaffrey fu scelto come ottavo assoluto nel Draft NFL 2017 dai Carolina Panthers.

#### Stagione 2017
McCaffrey debuttò come professionista partendo come titolare nella gara del primo turno vinta contro i San Francisco 49ers correndo 47 yard. Il primo touchdown lo segnò nel quinto turno su passaggio del quarterback Cam Newton nella vittoria sui Detroit Lions. Nella prima gara di playoff in carriera ricevette 6 passaggi per 101 yard e un touchdown ma i Panthers furono eliminati dai New Orleans Saints.

#### Stagione 2018

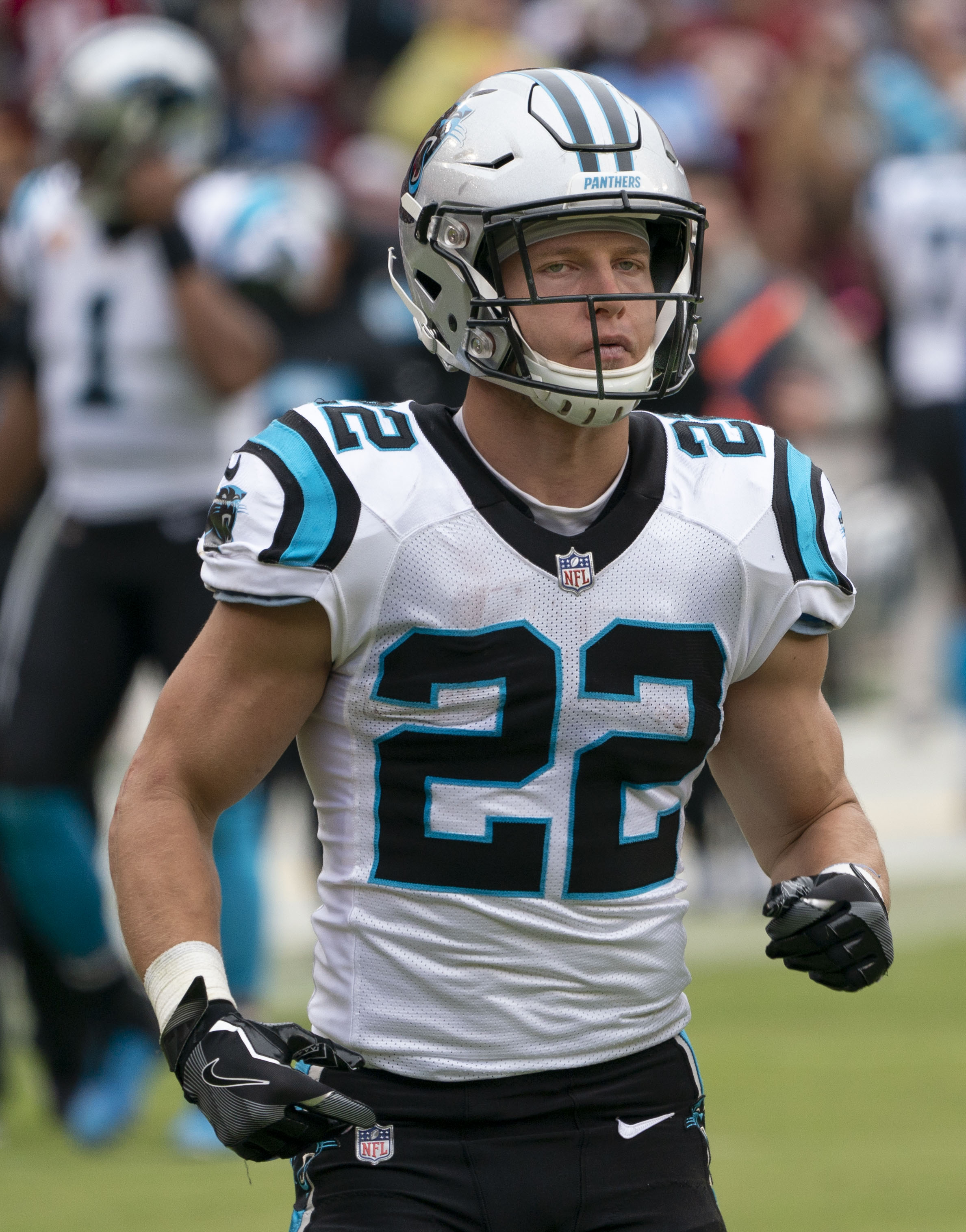
Christian McCaffrey nel 2018

Nel terzo turno della stagione 2018, McCafrrey corse un nuovo primato personale di 184 yard nella vittoria sui Cincinnati Bengals. Il 25 novembre divenne il primo giocatore della storia dei Panthers a collezionare 100 yard su corsa e 100 su ricezione nella stessa partita. Le sue 237 yard totali nella sconfitta contro i Seattle Seahawks furono un nuovo record di franchigia. Per questa prestazione fu premiato come miglior running back della settimana. Nel penultimo turno superò il record NFL di ricezioni in una stagione da parte di un running back detenuto da Matt Forté e quello assoluto di franchigia di Steve Smith. A fine stagione fu inserito nel Second-team All-Pro dopo avere corso 1.098 yard, ricevutene 867 e segnato 13 touchdown complessivi.

#### Stagione 2019
Nel terzo turno della stagione 2019 McCaffrey fu premiato come running back della settimana dopo avere corso 153 yard, incluso un touchdown da 76 yard che fu un nuovo record di franchigia, nella vittoria sugli Arizona Cardinals. Alla fine di settembre fu premiato come giocatore offensivo della NFC del mese dopo avere guidato la NFL con 629 yard dalla linea di scrimmage. Nel quinto turno guadagnò 237 yard dalla linea di scrimmage e segnò 3 touchdown nella vittoria sui Jacksonville Jaguars. Altre tre marcature le segnò nella vittoria del nono turno sui Tennessee Titans, inclusa una dopo una corsa da 58 yard, venendo premiato come running back della settimana. A fine stagione fu convocato per il suo primo Pro Bowl e inserito nel First-team All-Pro dopo essere diventato il terzo giocatore della storia dietro a Roger Craig e Marshall Faulk a correre oltre 1.000 yard e a riceverne altre 1.000.

#### Stagione 2020
Il 13 aprile 2020, McCaffrey firmò un'estensione quadriennale del valore di 64 milioni di dollari con i Panthers, rendendolo il running back più pagato della storia della NFL. Il 23 settembre, mentre era in testa alla NFL con 4 touchdown su corsa in due giornate, fu inserito in lista riserve/infortunati. Tornò in campo l'8 novembre segnando due touchdown nella sconfitta di misura contro i Kansas City Chiefs campioni in carica. In quella partita tuttavia subì un infortunio alla spalla che gli fece perdere tutto il resto della stagione.

#### Stagione 2021

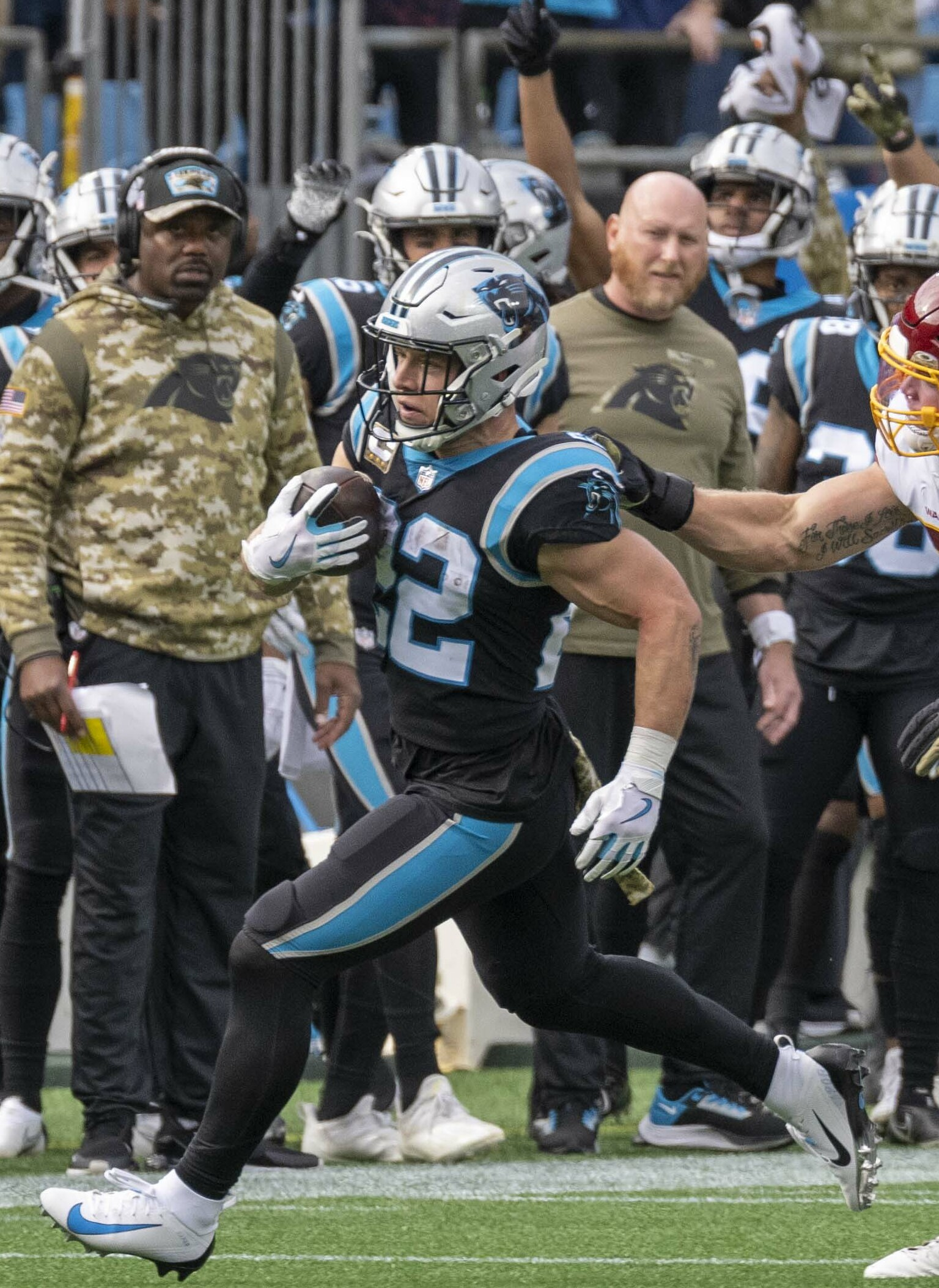
McCaffrey in azione nel 2021

McCaffrey inizió la stagione guadagnando 177 yard dalla linea di scrimmage nella gara del primo turno contro i New York Jets e 137 yard in quella successiva contro i New Orleans Saints. Nella partita del terzo turno McCaffrey si infortunó ad un tendine del ginocchio e saltò le successive due gare. Malgrado ritornò ad allenarsi prima del sesto turno, il 16 ottobre 2021 fu spostato in lista riserve/infortunati. Il 6 novembre fu riattivato per la gara di settimana 9. Dopo tre gare, il 29 novembre 2021 i Panthers annunciarono che McCaffrey avrebbe saltato il resto della stagione a causa un infortunio ad una caviglia rimediato nella gara di settimana 12 contro i Miami Dolphins. Terminò l'annata con sette presenze, 442 yard guadagnate su corsa, 343 yard su ricezione e due touchdown segnati.

### San Francisco 49ers

#### Stagione 2022
Dopo aver giocato le prime sei partite stagionali con i Panthers, con 393 yard corse, 277 yard ricevute e tre touchdown, il 20 ottobre 2022 McCaffrey fu scambiato con i San Francisco 49ers, in cambio di una scelta del secondo, terzo e quarto giro del Draft NFL 2023 e di una scelta del quinto giro del Draft 2024.
Debuttò con la nuova maglia nel settimo turno contro i Kansas City Chiefs correndo 62 yard su 10 tentativi. Nel turno successivo fu premiato come giocatore offensivo della NFC della settimana dopo essere diventato il primo giocatore da LaDainian Tomlinson nel 2005 a passare un touchdown e a segnarne uno su corsa e uno su ricezione nella stessa partita. Nella gara della settimana 14, la vittoria sui Tampa Bay Buccaneers per 35-7, McCaffrey corse 14 volte per un totale di 119 yard e realizzò un touchdown, venendo premiato per la quarta volta in carriera come running back della settimana. Nel penultimo turno guadagnò 193 yard della linea di scrimmage nella vittoria ai tempi supplementari sui Las Vegas Raiders, la nona consecutiva per San Francisco. Alla fine della stagione fu premiato come miglior giocatore offensivo della NFC per le gare di dicembre e gennaio, in cui corse 505 yard, ne ricevette 262 e segnò 7 touchdown totali. Fu inoltre convocato per il suo secondo Pro Bowl al posto di Miles Sanders, impegnato nel Super Bowl LVII.
Nel primo turno di playoff McCaffrey corse 119 yard e segnò un touchdown su ricezione nella vittoria sui Seattle Seahawks. La settimana successiva segnò su corsa l'unico touchdown dei 49ers nella vittoria sui Dallas Cowboys, continuando a mantenere la squadra imbattuta dal suo arrivo. I 49ers furono eliminati la settimana successiva nella finale della NFC dai Philadelphia Eagles per 31-7, in una gara in cui corse 84 yard e segnò un touchdown.

#### Stagione 2023
Nel primo turno della stagione 2023 McCaffrey fu premiato come running back della settimana grazie a 152 yard corse su 22 possessi, incluso un touchdown da 65 yard, nella netta vittoria sui Pittsburgh Steelers. McCaffrey si ripeté anche nella gara del secondo turno, la vittoria 30-23 sui Los Angeles Rams, in cui corse 20 volte per 116 yard e un touchdown, venendo premiato per la seconda volta di fila come running back della settimana. Nella gara del terzo turno, la vittoria 30-12 sui New York Giants, McCaffrey fece 18 corse per 85 yard e un touchdown più 5 ricezioni per 34 yard: raggiunse così le 5.000 yard corse in carriera e allungó a 12 la striscia di partite consecutive in cui segnò almeno un touchdown. Alla fine di settembre fu premiato come miglior giocatore offensivo della NFC del mese in cui guidò la lega con 353 yard corse e segnò tre marcature, mantenendo i 49ers imbattuti.
Nel quarto turno contro i Cardinals McCaffrey guadagnò 177 yard dalla linea di scrimmage e segnò quattro touchdown (tre su corsa e uno su ricezione), battendo il record di franchigia di Jerry Rice con la tredicesima partita consecutiva in cui andò a segno e venendo premiato come giocatore offensivo della NFC della settimana e, per la terza volta in stagione, come running back della settimana.
Nell'ottavo turno McCaffrey andò a segno per la diciassettesima partita consecutiva, pareggiando il record NFL dell'Hall of Famer Lenny Moore. Tornò a segnare su ricezione nella vittoria della settimana 11 contro i Buccaneers. Quattro giorni dopo nella gara del Giorno del Ringraziamento guadagnò 114 yard e segnò 2 touchdown nella vittoria sui Seattle Seahawks, ottenendo per la quarta volta in stagione il riconoscimento di running back della settimana. Nel tredicesimo turno, con un touchdown su corsa nel secondo quarto, raggiunse Marshall Faulk e Lenny Moore quali unici altri giocatori della storia con 50 marcature su corsa e 25 su ricezione in carriera. Nella gara del turno successivo, la vittoria 28-12 contro i New Orleans Saints, McCaffrey fece 16 corse guadagnando 145 yard con una media di 9,1 e venendo premiato per la quinta volta in stagione come running back della settimana.
Nel quindicesimo turno McCaffrey corse 115 yard e un touchdown e guidò la squadra con 72 yard ricevute e altri due touchdown, nella vittoria sui Cardinals che assicurò ai 49ers il secondo titolo di division consecutivo. Giunse così a quota 7 marcature su ricezione nel 2023, un nuovo primato personale. Fu quindi premiato come giocatore offensivo della NFC del mese di dicembre/gennaio periodo in cui nelle cinque gare disputate guadagnó complessivamente 695 yard dalla linea di scrimmage segnando cinque touchdown, tre su corsa e due su ricezione. A fine stagione fu convocato per il suo terzo Pro Bowl e inserito nel First-team All-Pro dopo avere guidato la NFL con 1.459 yard corse, 2.023 yard totali e 21 touchdown totali, mentre fu quarto con 14 touchdown su corsa. L'8 febbraio 2024, nel corso della cerimonia degli NFL Honors, fu premiato come giocatore offensivo dell'anno e come running back dell'anno.
Nel divisional round dei playoff McCaffrey nel quarto periodo segnò il touchdown decisivo che permise ai 49ers di battere i Packers e avanzare al turno successivo. Nella finale della NFC contro i Detroit Lions corse 20 volte per 90 yard e 2 touchdown, oltre a ricevere 4 passaggi per 42 yard, con la sua squadra che rimontò uno svantaggio di 24–7 alla fine del primo tempo, andando a vincere per 34–31 e qualificandosi per il Super Bowl LVIII. Contro i Kansas City Chiefs nella finalissima, McCaffrey corse 22 volte per 80 yard e ricevette tutti gli 8 passaggi lanciati nella sua direzione, per altre 80 yard e un touchdown. Divenne così il primo giocatore nella storia del Super Bowl con almeno 75 yard corse e 75 ricevute nella stessa partita. I 49ers persero per 25–22 ai tempi supplementari.

#### Stagione 2024
Il 4 giugno 2024 McCaffrey firmó un'estensione contrattuale biennale del valore di 38 milioni di dollari, rimanendo con 19 milioni di stipendio l'anno il running back più pagato nella lega.
Nel primo turno non poté essere in campo a causa di un infortunio al polpaccio e al tendine d'Achille. Il 14 settembre, a ridosso della gara del secondo turno, fu inserito in lista riserve/infortunati, dovendo quindi saltare almeno le successive quattro partite. Alla fine riuscì a debuttare solo nel decimo turno contro i Tampa Bay Buccaneers correndo 39 yard e ricevendone 68 nella vittoria. La sua stagione ebbe però vita breve a causa di un infortunio al ginocchio subito nella settimana 13 contro i Buffalo Bills che lo fece finire in lista infortunati.

## Palmarès

### Franchigia
- National Football Conference Championship: 1

San Francisco 49ers: 2023

### Individuale
- Miglior giocatore offensivo dell'anno della NFL: 1

2023
- Convocazioni al Pro Bowl: 3

2019, 2022, 2023
- First-team All-Pro: 2

2019, 2023
- Second-team All-Pro: 1

2018
- Running back dell'anno: 1

2023
- Running back della settimana: 9

12ª del 2018, 3ª e 9ª del 2019, 14ª del 2022, 1ª, 2ª, 4ª, 12ª e 14ª del 2023
- Giocatore offensivo della NFC del mese: 4

settembre 2019, dicembre 2022/gennaio 2023, settembre 2023, dicembre 2023/gennaio 2024
- Giocatore offensivo della NFC della settimana: 2

8ª del 2022, 4ª del 2023
- Leader della NFL in yard corse: 1

2023

## Statistiche

### Stagione regolare
| 2017   | CAR    | 16 | 10 | 117   | 435   | 3,8 | 40 | 2  | 80  | 651   | 8,1 | 37 | 5  | 2  | 1 |
| 2018   | CAR    | 16 | 16 | 219   | 1.098 | 5,0 | 59 | 7  | 107 | 867   | 8,1 | 38 | 6  | 4  | 1 |
| 2019   | CAR    | 16 | 16 | 278   | 1.387 | 4,9 | 84 | 15 | 116 | 1.005 | 8,7 | 25 | 4  | 1  | 0 |
| 2020   | CAR    | 3  | 3  | 59    | 225   | 3,8 | 6  | 5  | 17  | 149   | 8,8 | 24 | 1  | 0  | 0 |
| 2021   | CAR    | 7  | 7  | 99    | 442   | 4,5 | 18 | 1  | 37  | 343   | 9,3 | 32 | 1  | 1  | 0 |
| 2022   | CAR    | 6  | 6  | 85    | 393   | 4,6 | 49 | 2  | 33  | 277   | 8,4 | 49 | 1  | 0  | 0 |
| 2022   | SF     | 11 | 10 | 159   | 746   | 4,7 | 38 | 6  | 52  | 464   | 8,9 | 38 | 4  | 1  | 0 |
| 2023   | SF     | 16 | 16 | 272   | 1.459 | 5,4 | 72 | 14 | 67  | 564   | 8,4 | 41 | 7  | 3  | 0 |
| Totale | Totale | 91 | 84 | 1.297 | 6.185 | 4,8 | 84 | 52 | 509 | 4.320 | 8,5 | 49 | 29 | 12 | 2 |

### Playoff
| 2017   | CAR    | 1 | 1 | 6  | 16  | 2.7 | 7  | 0 | 6  | 101 | 16.8 | 56 | 1 | 0 | 0 |
| 2022   | SF     | 3 | 3 | 40 | 238 | 6,0 | 68 | 2 | 12 | 61  | 5,1  | 14 | 1 | 0 | 0 |
| Totale | Totale | 4 | 4 | 46 | 254 | 5,5 | 68 | 2 | 18 | 162 | 9,0  | 56 | 2 | 0 | 0 |

Fonte: Pro-Football-Reference
In grassetto i record personali in carriera —      leader della lega — Statistiche aggiornate alla stagione 2023

### Record NFL
- Maggior numero di ricezione da un running back in una singola stagione (116)[64]
- Unico running back ad avere due stagioni (2018 e 2019) con almeno 100 ricezioni[65]
- Primo giocatore nella storia della NFL con almeno 1.000 yard su corsa e 500 yard su ricezione nelle prime dieci gare di una stagione (2019)[66]
- Terzo giocatore nella storia della NFL,dopo Marshall Faulk e Roger Craig, con almeno 1.000 yard guadagnate su corsa e 1.000 yard su ricezione in una singola stagione[65]
- Primo rookie running back nella storia della NFL con 70 ricezioni e cinque touchdown su ricezione[67]
- Primo giocatore nella storia della NFL con almeno 50 yard guadagnate su corsa e 50 yard su ricezione in cinque gare consecutive[67]
- Maggior numero di ricezione di un running back nelle sue prime tre stagioni in carriera, con 303 ricezioni[68]
- Secondo running back nella storia della NFL, dopo Herschel Walker, con almeno 2.000 yard su ricezione nelle sue prime 42 partite in carriera[69]
- Secondo running back nella storia della NFL, dopo Chuck Foreman,  con almeno 20 touchdown su corsa e 15 su ricezione nelle sue prime tre stagioni in carriera[70]
- Terzo maggior numero di yard guadagnate dalla linea di scrimmage in una singola stagione, con 2.392 yard[71]
- Maggior numero di partite consecutive con almeno un touchdown segnato (17, condiviso con Lenny Moore)

### Record di franchigia

#### Panthers
- Record per il maggior numero di ricezioni in una singola stagione (116)[72]
- Record per il maggior numero di yard guadagnate dalla linea di scrimmage (2.392)[73]
- Primo giocatore dei Panthers a reggiungere le 2.000 yard guadagnate dalla linea di scrimmage in una stagione[74]
- Maggior numero di yard guadagnate dalla linea di scrimmage da un giocatore nelle sue prime due stagioni (3.051)[71]
- Maggior numero di yard guadagnate dalla linea di scrimmage da un giocatore nelle sue prime tre stagioni (5.443)[71]
- Maggior numero di yard ricevute da un running back in una singola stagione (1.005)[72]
- Maggior numero di touchdown su ricezione da un running back in una singola stagione (6)[75]
- Maggior numero di first down guadagnati da un running back in una singola stagione (41)
- Corsa più lunga di un running back nella storia della squadra (84 yard)[76]
- Maggior numero di yard ricevute da un running back in una singola partita (121 yard in 11 ricezioni) [69]

## Vita privata

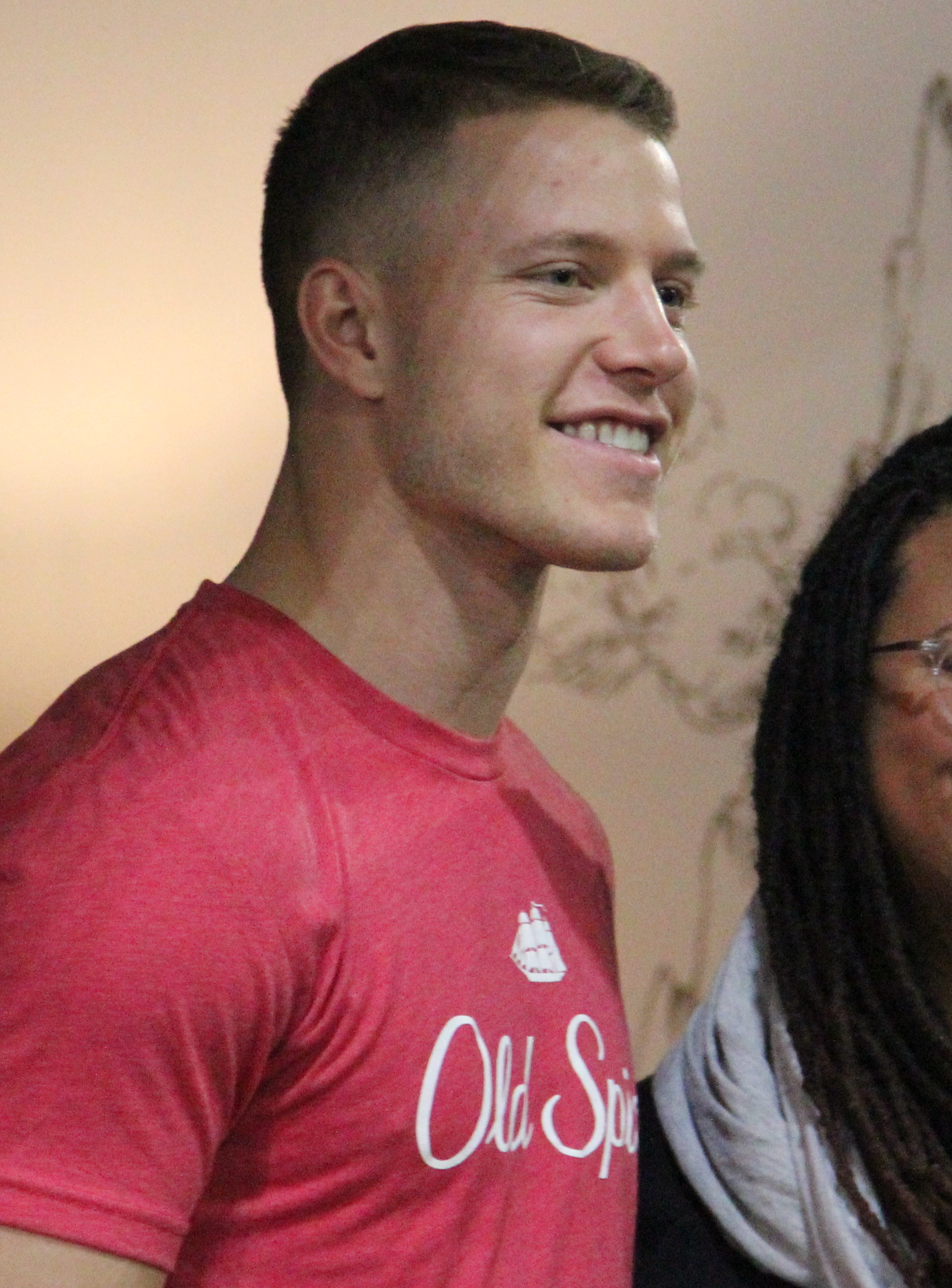
McCaffrey nel 2019

Christian è il figlio di Ed McCaffrey, ex wide receiver della NFL, vincitore di tre Super Bowl negli anni novanta. Suo fratello minore Luke dal 2024 gioca in NFL da wide receiver.
Dal 2019 McCaffrey ha avuto una relazione con Olivia Culpo, Miss Universo 2012, modella e influencer di moda, e il 7 aprile 2023 hanno annunciato il loro fidanzamento.